# Anadil Vieira Roselli
Anadil Vieira Roselli (Natal, 9 de dezembro de 1918 – 15 de abril de 2012) foi uma médica brasileira.
Filha de Anilda Vieira Roselli e de Alberto Roselli.
Foi membro da Academia Nacional de Medicina, ocupando a cadeira 96, eleita em 27 de julho de 1995.